# Kati Tuominen-Niittylä
Kati Tuominen-Niittylä, född 4 september 1947 i Helsingfors i Finland, är en finländsk mönsterformgivare.
Kati Tuominen-Niittylä utbildade sig på Aalto-universitetets högskola för konst, design och arkitektur 1972–1976. Hon hade först en egen ateljé, och arbetade därefter på Arabias konstavdelning 1980–2003. Hon arbetade därefter i en egen ateljé igen.
Hon är mest känd för formgivning av Storybirds-kannor på Arabia, serietillverkade porslinskannor med pipar i form av fågelnäbbar. Med Storybirds visade hon att massproducerat nyttoporslin också kan vara skulpturalt. För Iittala gjorde hon tekannemodellen Gluck. Tillsammans med Pekka Paikkari formgav hon servisen Domino och tillsammans med Kristina Riska servisen Koko. Hon tilldelades Kaj Franck-priset 2007 och Pro Finlandia-medaljen 2018.
Tuominen-Niittylä finns representerad vid Nationalmuseum i Stockholm.